# Women (пісня)
Women («Жінки») — пісня англійської хардрок гурту Def Leppard, яка вийшла у серпні 1987 року на альбомі «Hysteria». Пісня вийшла першим синглом з альбому у США та Канаді,  також виходила як сингл в Австралії, Японії, і разом з «Animal» на одній стороні платівки у Німеччині. Пісня досягла лише 80-ї позиції у чарті, але її включали на рок-радіостанціях, що сприяло поширенню зацікавленності майбутнім альбомом, який продався 1,5 мільйонами копій після виходу вже другого синглу «Animal». На стороні В було випущено сингл «Tear It Down».  
Пісню було обрано для першого синглу у США через намір дати знати тим, хто вже став фанами гурту, а це здебільшого чоловіки, про повернення гурту з новим альбомом після 4 років перерви . Пісня про гарних дівчат пасувала якнайкраще для цього.
У відео на пісню чергуються кадри виступу гурту у закинутому ангарі з кадрами фрагментів коміксу, який наче читає хлопчик біля цієї будівлі. У коміксі під назвою «Def Leppard and the Women of Doom!» головний герой-скейтбордист на ім'я Def Leppard подорожує на далеку планету і бореться зі злими прибульцями, щоб звільнити жінок-роботів. За словами Джо Елліотта не існувало повноцінного комікса на такий сюжет. Було створено лише обкладинку та кілька малюнків для кліпу. Це також було одне з перших відео, де у барабанщика Ріка Аллена вже ампутована рука після автокатастрофи .  

### Склад
- Джо Елліотт - ведучий вокал
- Стів Кларк - ритм-гітари, бек-вокал
- Філ Коллен - гітара, бек-вокал
- Рік Севедж - бас, бек-вокал
- Рік Аллен - барабани